# Sergio Chejfec

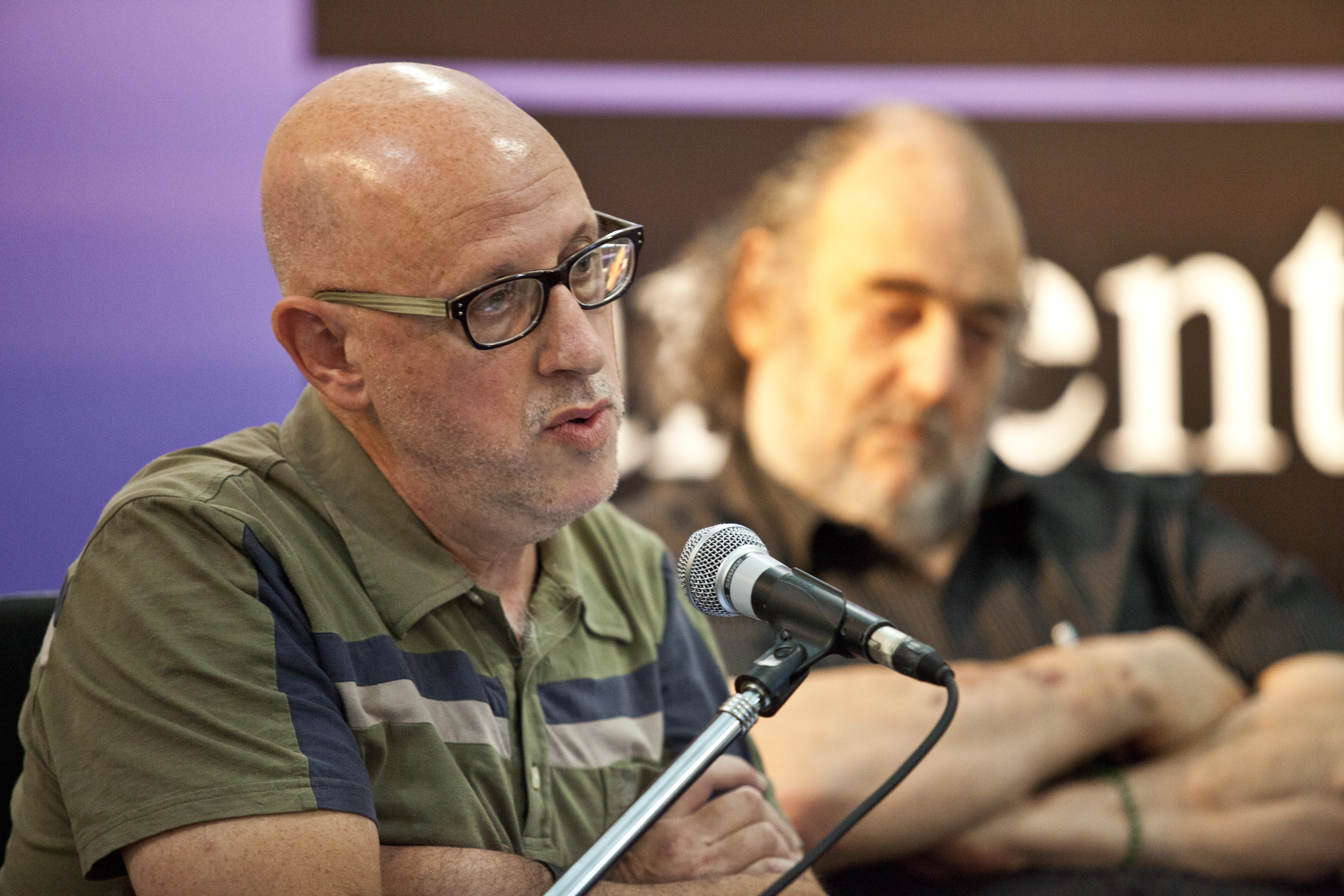
Sergio Chejfec, 2014

Sergio Chejfec (* 28. November 1956 in Buenos Aires; † 2. April 2022 in New York City) war ein argentinischer Schriftsteller.

## Leben
Sergio Chejfec wurde als Sohn einer jüdischen Immigrantenfamilie in Argentinien geboren und schloss 1989 ein Literaturstudium an der Universidad de Buenos Aires ab. Von 1990 bis 2005 lebte er in Venezuela, anschließend ging er in die USA. Ab 2009 lehrte er als „Visiting Writer“ an der New York University.

## Auszeichnungen
- John Simon Guggenheim Foundation, 2000
- Finalist im Best Translated Book Award, 2013
- Finalist im International IMPAC Dublin Literary Award, 2013
- Segundo Premio Nacional de Literatura, Argentinien, 2009–2013

## Werke

### Roman
- Lenta biografía. Buenos Aires: Puntosur, 1990.
- Moral. Buenos Aires: Puntosur, 1990.
- El aire. Buenos Aires: Alfaguara, 1992.
- Cinco. Saint-Nazaire (Frankreich): M.E.E.T., 1996.
- El llamado de la especie. Rosario (Argentinien): Beatriz Viterbo, 1997.
- Los planetas. Buenos Aires: Alfaguara, 1999.
- Boca de lobo. Buenos Aires: Alfaguara, 2000.
- Los incompletos. Buenos Aires: Alfaguara, 2004.
- Baroni: un viaje. Buenos Aires: Alfaguara, 2007.
- Mis dos mundos. Buenos Aires: Alfaguara, 2008.
- La experiencia dramática. Buenos Aires: Alfaguara, 2012.

### Lyrik
- Tres poemas y una merced, in Diario de Poesía 62 (2002), Buenos Aires.

### Erzählungen
- Hacia la ciudad eléctrica. La Plata, Argentinien: El Broche, 2012.
- Modo linterna. Buenos Aires: Editorial Entropía, 2013.

### Essay
- El punto vacilante. Buenos Aires: Norma, 2005.
- Sobre Giannuzzi. Buenos Aires: bajo la luna, 2010.
- Últimas noticias de la escritura. Zaragoza: Jekyll and Jill, 2016.

### Werke in Übersetzung

#### Deutsch
- Geographie eines Wartens. Aus dem argentinischen Spanisch übersetzt von Karin Schmidt. Weissach im Tal: Alkyon Verlag, 1996 (Junge Alkyon-Serie) [= El aire]
- „Die Planeten“. In: Mit den Augen in der Hand: argentinische Jüdinnen und Juden erzählen. Herausgegeben und übersetzt von Erna Pfeiffer. Wien: Mandelbaum Verlag, 2014, Seite 100–109 [= Ausschnitt aus Los planetas]

#### Englisch
- My Two Worlds. Translated by Margaret Carson. Rochester: Open Letter, 2011 [= Mis dos mundos]
- The Planets. Translated by Heather Cleary. Rochester: Open Letter, 2012 [= Los planetas]
- The Dark. Translated by Heather Cleary. Rochester: Open Letter, 2013 [= Boca de lobo]

#### Französisch
- Cinq. Traduction Michel Lafon. Saint-Nazaire: MEET, 1996 [= Cinco, zweisprachig]
- Mes deux Mondes. Traduit de l’espagnol par Claude Murcia. Albi: Passage du Nord-Ouest, 2011 [= Mis dos mundos]